# Рейнбот, Пётр Ростиславович
Пётр Ростиславович Рейнбот (1879 — после 1939) — полковник русской императорской армии, военный инженер-электрик; Георгиевский кавалер.

## Биография
Родился 22 июня (4 июля) 1879 года в дворянской семье Ростислава Антоновича Рейнбота (1846—?); мать — Александра Александровна, урожд. Гейбель (Гегель?). Его старший брат — Ростислав Ростиславович Рейнбот; двоюродный брат — Анатолий Анатольевич Рейнбот. 
Воспитывался в 1-м кадетском корпусе, откуда был выпущен в службу осенью 1896 года; подпоручик (ст. 13.08.1897). Затем учился в Николаевском инженерном училище, откуда был выпущен в 1-й резервный сапёрный батальон; поручик (ст. 13.08.1901). Во время русско-японской войны находился в составе гарнизона крепости Порт-Артур — в  Порт-Артурской крепостной минной роте; был ранен; штабс-капитан (ст. 13.08.1905). 
Был награждён орденом Св. Георгия 4-й ст. (ВП 25.02.1907):

…за отличное непосредственное ведение и руководство контр-минными работами на форту № 2, при защите крепости Порт-Артура, где навстречу противнику были выведены контр-минные галереи, и за взрыв, 14-го октября 1904 года, камуфлета, уничтожившего неприятельские подземные работы и тем заставившего его искать другие способы атаки.

Затем служил в 3-й Владивостокской крепостной минной роте. 
Окончил Офицерскую электротехническую школу (по 1-му разряду). Служил в Новогеоргиевском крепостном военном телеграфе; капитан (ст. 13.08.1909) и за отличие — подполковник (ст. 26.11.1912). В 1913 году находился в 4-м саперном батальоне в Гродне. Участвовал в Первой мировой войне; на 10.03.1915 состоял в 22-м саперном батальоне. Полковник (пр. 10.03.1915; ст. 14.10.1914; за отличия в делах…). С 10 декабря 1915 года состоял в составе военных инженеров 41-го армейского корпуса.
Был ранен и контужен; до 6 июня 1916 года находился на излечении в Петербурге в эвакуационном лазарете императрицы Марии Фёдоровны  (Мариинская больница). Вернулся в 22-й саперный батальон помощником командира по строевой части. С 24 мая 1916 года — в 36-м саперном батальоне. 
С 9 июня 1919 года участвовал в Белом движении на севере России; находился в штабе Главнокомандующего войсками Северной области. Известно, что 29.04.1920 был в лагере Варнес в Норвегии. В эмиграции жил во Франции, затем в Парагвае, где и умер.
Жена — Марионелла Александровна Рокова.

## Награды
- орден Св. Анны 4-й ст. с надписью «За храбрость» (1905);
- орден Св. Станислава 3-й ст. с мечами и бантом (1905);
- орден Св. Анны 3-й ст. с мечами и бантом (1905);
- орден Св. Станислава 2-й ст. с мечами (1905);
- орден Св. Георгия 4-й ст. (ВП 25.02.1907);
- орден Св. Владимира 4-й ст. с мечами и бантом (1907);
- орден Св. Анны 2-й ст. (31.08.1908).